# Selago welwitschii
Selago welwitschii là một loài thực vật có hoa trong họ Huyền sâm. Loài này được Rolfe miêu tả khoa học đầu tiên năm 1886.